# Титарівна-Немирівна…
«Титарівна-Немирівна…» — вірш Тараса Шевченка 1860 року, написаний у С.-Петербурзі.

## Написання та автографи
Зберігся чистовий автограф вірша у «Більшій книжці». Дата в автографі: «19 октября».
Вірш датується дослідниками за автографом та його місцем у «Більшій книжці» серед творів 1860-го: 19 жовтня 1860 року, та місцем написання — С.-Петербург.

## Публікація
Вперше вірш надруковано за «Більшою книжкою» в журналі «Основа» 1861 року (№ 8, стор. 2). За першодруком зроблено списки: невідомою рукою в рукописній збірці «Сочинения Т. Г. Шевченка» 1862 року та в рукописній збірці «Кобзар» 1865 року, переписаній А. Демченком.
До збірки творів вірш уперше введено у виданні: «Кобзарь Тараса Шевченка / Коштом Д. Е. Кожанчикова» 1867 року (СПб., стор. 655), де подано за першодруком.

## Сюжет
Вірш написаний у народнопісенному стилі. Шевченко хоч і надав головній героїні вірша, Титарівні, деяких негативних рис, проте він співчував її долі жінки-покритки. 

## Музика
На текст цієї поезії С. Воробкевич написав хор а капела.